# Michel André (acteur)
Pour les articles homonymes, voir Michel André et André.
Œuvres principales
Littérature
Un certain soir (souvenirs de guerre)
Dramaturgie
Le Coin tranquille
Virginie
Le Petit Bouchon
L'Idée d'Élodie
La Bonne Planque
Ouah ! Ouah !
De passage à Paris
Deux imbéciles heureux
En avant... toute !
Cinéma
Le Traqué
Nous irons à Monte-Carlo
Les Évadés
Michel André est un comédien et dramaturge français né le 19 décembre 1912 à Paris et mort le 10 novembre 1987 à Clamart.

## Biographie
Fils du comédien Marcel André, Michel-Antonin-Henri André, fait ses débuts au théâtre après avoir suivi les cours d’art dramatique de Louis Jouvet.
Emprisonné durant la Seconde Guerre mondiale, il s'évade vers la Suède en 1943 et s'engage dans les Forces françaises libres. Il reprend ses activités de comédien à la Libération et connaît, en 1955, son premier grand succès populaire en tant qu'auteur et acteur, en adaptant pour le cinéma avec Jean-Paul Le Chanois ses souvenirs de guerre : Les Évadés.
Il est également l’auteur et l’adaptateur de plusieurs pièces de théâtre, dont Virginie (1956), De doux dingues (1960), et notamment de La Bonne Planque (1962) qui, diffusée pour « boucher le trou » de la programmation d'un soir de grève 1965 à la télévision française, est à l’origine de la création par Pierre Sabbagh d'Au théâtre ce soir.
Il est également le scénariste de plusieurs films et téléfilms.

## Théâtre

### Comédien
- 1937 : Bureau central des idées d'Alfred Gehri, mise en scène Louis Tunc, théâtre de la Michodière
- 1938 : La Dame de bronze et le Monsieur de cristal de Henri Duvernois, mise en scène Alice Cocéa, théâtre des Ambassadeurs
- 1938 : Le Misanthrope de Molière, mise en scène Sylvain Itkine, théâtre des Ambassadeurs
- 1948 : La Folle du 27 de Jean Guitton, mise en scène Jacques-Henri Duval, théâtre de Paris
- 1951 : Les Liaisons dangereuses de Pierre Choderlos de Laclos, mise en scène Marguerite Jamois, théâtre Montparnasse
- 1972 : En avant... toute !, mise en scène Michel Roux, théâtre Édouard VII

### Auteur
- 1954 : Le Coin tranquille, mise en scène Christian-Gérard, théâtre Michel
- 1956-1957 : Virginie, théâtre Daunou
- 1959 : La Toile d'araignée, adaptation de The Constant Nymph d'Agatha Christie, mise en scène Raymond Gérôme, théâtre de Paris
- 1960-1961 : De doux dingues, adaptation de la pièce de Joseph Carole, mise en scène Jean Le Poulain, théâtre Édouard VII
- 1961 : Le Petit Bouchon, mise en scène Jacques Mauclair, théâtre des Variétés
- 1962-1963 : L'Idée d'Élodie, en collaboration avec Roger Bernstein, mise en scène Jean Le Poulain, théâtre Michel
- 1962-1963: La Bonne Planque, mise en scène Roland Bailly, théâtre des Nouveautés[5]
- 1965 : Ouah ! Ouah ! (opérette), musique d'Étienne Lorin et Gaby Wagenheim, mise en scène Roland Bailly, théâtre de l'Alhambra
- 1966 : Vacances pour Jessica, adaptation de Janus de Carolyn Green, mise en scène Edmond Tamiz, théâtre Antoine
- 1967 : De passage à Paris, mise en scène Jacques-Henri Duval, théâtre Marigny (dans le cadre d' Au théâtre ce soir)
- 1968 : Pour Karine, adaptation de la pièce d'Arieh Chen[6],[7], mise en scène Jacques Mauclair, théâtre des Mathurins
- 1971 : Deux imbéciles heureux, théâtre Gramont
- 1972 : En avant... toute !, mise en scène Michel Roux, théâtre Édouard VII

## Filmographie

### Acteur
- 1931 : Pour un sou d'amour de Jean Grémillon : non crédité
- 1933 : 14 juillet de René Clair : non crédité
- 1933 : Pour être aimé de Jacques Tourneur : Michel
- 1936 : The First Offence de Herbert Mason
- 1936 : Sous les yeux d'Occident de Marc Allégret
- 1936 : Une fille à papa de René Guissart : le lieutenant d'aviation
- 1938 : Êtes-vous jalouse ? de Henri Chomette
- 1938 : Les Pirates du rail de Christian-Jaque : Brocard (non crédité)
- 1938 : L'Escadrille de la chance de Max de Vaucorbeil
- 1938 : La Vierge folle de Henri Diamant-Berger
- 1944 : Pa farliga vägar de Per-Axel Branner : Gaston Barthou
- 1946 : L'Idiot de Georges Lampin : Gania Ivolvine
- 1950 : Les Anciens de Saint-Loup de Georges Lampin : Caille
- 1950 : Le Traqué de Borys Lewin et Franck Tuttle : Max Salva
- 1951 : Nous irons à Monte-Carlo de Jean Boyer : le speaker
- 1955 : Les Évadés de Jean-Paul Le Chanois : lui-même
- 1956 : Maigret dirige l'enquête de Stany Cordier
- 1956 : Les Assassins du dimanche d'Alex Joffé : le curé
- 1957 : Amour de poche de Pierre Kast : le secrétaire au commissariat
- 1959 : Croquemitoufle de Claude Barma : non crédité

### Scénariste
- 1955 : Les Évadés de Jean-Paul Le Chanois
- 1957 : Le Coin tranquille ou Déshabillez-vous Madame de Robert Vernay
- 1959 : Croquemitoufle de Claude Barma
- 1962 : Virginie de Jean Boyer
- 1979 : Les Bidasses en vadrouille de Christian Caza et Michel Ardan

### Télévision

#### Acteur
- 1954 : Foreign Intrigue, série, épisode Fire Bombs de Jack Gage : Tom
- 1955 : Chasse au crime, série, épisode The Case of the Pastry Chef de Sobey Martin

#### Auteur
- 1964 : La Bonne Planque[Note 1]
- 1965 : La Part du gâteau[8]
- 1975 : Une femme seule
- 1976 : Larguez les amarres !
- 1976 : Comme du bon pain
- 1979 : Une fille seule
- 1979 : Les Amours de la Belle Époque, série, épisode Petite madame
- 1980-1981 : Les Amours des années folles, série, épisodes Un mort tout neuf et Les Sœurs Hortensia

#### Au théâtre ce soir
- 1966 : Virginie, mise en scène Christian Gérard, réalisation Pierre Sabbagh, théâtre Mogador
- 1967 : Vacances pour Jessica, adaptation de Janus de Carolyn Green, mise en scène Yves Bureau, réalisation Pierre Sabbagh, théâtre Mogador
- 1967 : De passage à Paris, mise en scène Jacques-Henri Duval, réalisation Pierre Sabbagh, théâtre Mogador
- 1969 : La Toile d'araignée, adaptation de The Constant Nymph d'Agatha Christie, mise en scène Raymond Gérôme, réalisation Pierre Sabbagh, théâtre Mogador
- 1971 : Pour Karine, adaptation de la pièce d'Arieh Chen[6],[7], mise en scène Jacques Mauclair, réalisation Pierre Sabbagh, théâtre Mogador
- 1972 : De doux dingues, adaptation de la pièce de Joseph Carole, mise en scène Jean Le Poulain, réalisation Pierre Sabbagh, théâtre Mogador
- 1977 : Le Coin tranquille, mise en scène Michel Vocoret, réalisation Pierre Sabbagh, théâtre Édouard VII

## Doublage
- William Holden dans :
  - La Peine du talion (1948) : Capt. Dan Stewart
  - Boulevard du crépuscule (1950) : Joe Gillis
  - Midi, gare centrale (1950) : Lt. William Calhoun
  - Duel sous la mer (1951) : Lt-Cmdr. Kenneth White
  - Stalag 17 (1953) : Sgt. J.J. Sefton
  - Une fille de la province (1954) : Bernie Dodd
  - Les Ponts de Toko-Ri (1954) : Ltn Harry Brubaker
  - Sabrina (1954) : David Larrabee
  - Deux têtes folles (1964) : Richard Benson/Rick

- Gene Kelly dans :
  - Escale à Hollywood (1945) : Joseph « Joe » Brady
  - Les Trois Mousquetaires (1948) : D'Artagnan
  - Un Américain à Paris (1951) : Jerry Mulligan
  - Chantons sous la pluie (1951) : Donald « Don » Lockwood (voix parlée)

- Van Johnson dans :
  - Capitaine sans loi (1952) : John Alden
  - L'Escadrille panthère (1954) : Bruno Antony
  - Vivre un grand amour (1955) : Maurice Bendrix

- Cameron Mitchell dans :
  - La Maison de bambou (1955) : Griff
  - Les Implacables (1955) : Clint Allison

- Frank Sinatra dans :
  - L'Homme au bras d'or (1955) : Frankie Machine
  - Le Tendre Piège (1955) : Charlie Y. Reader

- Robert Walker dans :
  - La Vallée de la vengeance (1951) : Louis Strobie
  - L'Inconnu du Nord-Express (1951) : Lt. (jg) Howard Thayer

- 1936[Note 2] : La Charge de la brigade légère : l'officier de cavalerie Charles Barclay (Walter Holbrook)
- 1939[Note 3] : Autant en emporte le vent : Stuart Tarleton (George Reeves)
- 1946 : Le Criminel : Dr Jeffrey « Jeff » Lawrence (Byron Keith)
- 1946 : La Folle Ingénue : André Carmel (Peter Lawford)
- 1950 : Maria Chapdelaine : Robert Gagnon (Jack Watling)
- 1950 : C'étaient des hommes : Hopkins (Paul Peltz)
- 1951 : Une place au soleil : George Eastman (Montgomery Clift)
- 1951 : Les Hommes-grenouilles : le capitaine Redford (Russell Hardie)
- 1951 : Histoire de détective : Arthur Kindred (Craig Hill)
- 1952 : Mes six forçats : Dr "Doc" Wilson (John Beal)
- 1955 : Le Cercle infernal : Michel Caron (John Hudson)
- 1955 : La Peau d'un autre : Bedido (Herbert Ellis)
- 1956 : L'Homme de San Carlos : Tom Sweeny (Charles Drake)

## Publication
- Michel André, Un certain soir (récit, souvenirs de guerre), Paris, Calmann-Lévy, 1955, 258 p., broché, In-12Adaptation cinématographique par l'auteur et Jean-Paul Le Chanois sous le titre Les Évadés.